# Roselle (Briance)
Die Roselle ist ein Fluss in Frankreich, der im Département Haute-Vienne in der Region Nouvelle-Aquitaine verläuft. Sie entspringt unter dem Namen Ruisseau de Lajaumont im Gemeindegebiet von Linards, entwässert generell in westlicher Richtung durch die Landschaft des Limousin und mündet nach rund 23 Kilometern an der Gemeindegrenze von Saint-Hilaire-Bonneval und Saint-Jean-Ligoure als rechter Nebenfluss in die Briance. In ihrem Mündungsabschnitt unterquert die Roselle die Autobahn A20 sowie die Bahnstrecke Les Aubrais-Orléans–Montauban-Ville-Bourbon.

## Orte am Fluss
(Reihenfolge in Fließrichtung)
- Le Vieux Mont, Gemeinde Linards
- Aigueperse, Gemeinde Saint-Bonnet-Briance
- Saint-Bonnet-Briance
- Le Bois de Mauvais, Gemeinde Saint-Genest-sur-Roselle
- La Roselle, Gemeinde Saint-Hilaire-Bonneval